# Ћиру
Ћиру (лат. Pantholops hodgsonii) је сисар из реда папкара (Artiodactyla) и породице шупљорогих говеда (Bovidae).

## Распрострањење
Врста је присутна у Индији и Кини.

## Станиште
Ћиру антилопа има станиште на копну.

## Угроженост
Ћиру антилопа се сматра скоро угроженом врстом.

### Популациони тренд
Популација ове врсте се смањује, судећи по расположивим подацима.